# 溴酸钡
溴酸钡是钡的溴酸盐，化学式 Ba(BrO3)2。

## 制备
溴酸钡可以由氯化钡或乙酸钡和溴酸钾反应而成。
{\displaystyle {\ce {BaCl2 + 2KBrO3 -> Ba(BrO3)2 + 2KCl}}}
{\displaystyle {\ce {(CH3COO)2Ba + 2KBrO3 -> Ba(BrO3)2 + 2CH3COOK}}}

## 性质
溴酸钡的结构类似α-碘酸钡，为单斜晶系，空间群C2/c（No. 15），晶格参数a = 1332 pm、b = 790 pm、c = 858 pm、β = 134,2°。 溴酸钡在水中的溶解度随温度上升而上升。在 0 °C时，溶解度为2.86 g/L，25 °C时为 7.88 g/L，在99.65 °C时为53.9 g/L。溴酸钡通常以一水合物 Ba(BrO3)2 · H2O 存在，于190 °C失水。它也是单斜晶系的，空间群 I2/c (No. 15)，晶格参数a = 907.0 pm、b = 789.5 pm、c = 963.0 pm、β = 93.26°。它的二水合物也是已知的，为单斜晶系，空间群 C2/c（No. 15），晶格参数a = 1043 pm、b = 719.5 pm、c = 837.5 pm、β = 113.6°。
在260 °C时，溴酸钡分解成溴化钡和氧气。
{\displaystyle {\ce {Ba(BrO3)2 -> BaBr2 + 3O2 ^}}}